# کردکند، نخجوان
کُرکند (به ترکی آذربایجانی: Kürkənd) نام یک روستا و بخش در جمهوری آذربایجان است که در شهرستان شرور واقع شده‌است. کرکند ۸۷۶ نفر جمعیت دارد.